# Samsung Halley
Il Samsung Halley (modello GT-S5600), in Inghilterra e negli USA chiamato "Samsung Preston" è uno smartphone full touchscreen a basso costo prodotto da Samsung con sistema operativo proprietario.
La prima versione del cellulare è stata lanciata nel marzo 2009. È disponibile in bianco, nero, grigio e rosso.

## Personalizzazione
Il cellulare è modificabile a livello di grafica. Le modifiche applicabili sono (oltre al cambio di sfondi, suoni, giochi) il cambio del menù, dell'immagine di accensione.